# Indexfehler
Unter Indexfehler versteht man jenen (meist unvermeidlichen) kleinen Fehler, um den die Ablesung auf der Skala von Messgeräten korrigiert werden muss.
Er entsteht durch herstellungsbedingte oder anders verursachte Abweichungen des „Indexstriches“ (bzw. des „Zeigers“ auf die Messskala) von der idealen Lage. An vielen Instrumenten lässt er sich durch Justierung beseitigen oder verringern, oft aber nur durch seine Bestimmung und nachträgliche Anbringung an den Messwert.
Am häufigsten wird der Begriff beim Sextanten verwendet, doch tritt er als Höhenindexfehler auch am Vertikalkreis jedes Theodolits und  astronomischer Instrumente auf. Bei Akzelerometern (Beschleunigungsmessern) in der Inertialnavigation bedeutet ein Indexfehler die falsche Anzeige einer kleinen Beschleunigung, auch wenn die Geschwindigkeit konstant ist. Er wird durch spezielle Analysemethoden in digitalen Fehlermodellen korrigiert.

## In der EDV
In der EDV wird als Indexfehler die fehlerhafte Programmierung bei Anfangs- oder Endwerten von Programmschleifen oder bei der Indizierung einer Matrix, eines Arrays usw. bezeichnet.